# Komatsu Kiyokado
Komatsu Kiyokado (小松 清廉, 3 décembre 1835 - 16 août 1870) est un samouraï de la fin de l'époque d'Edo, au service du clan Shimazu du domaine de Satsuma, puis il devient fonctionnaire du gouvernement au début de l'ère Meiji. Il est également appelé Komatsu Tatewaki (小松帯刀). Komatsu dirige le fief de Yoshitoshi, qui fait partie du domaine de Satsuma. Nommé karō en 1862, il occupe d'importantes fonctions dans le domaine de Satsuma jusqu'à sa dissolution en 1871. Komatsu est aussi un descendant de Nejime Shigenaga, samouraï de la période Sengoku.

## Enfance et adoption
Komatsu Tatewaki est le quatrième fils de Kimotsuki Kaneyoshi de Kiire (d'une valeur de 5 500 koku), obligés de haut-rang de Satsuma. Son nom de naissance est Kimotsuki Kaneshige . Jeune homme, il est adopté par Komatsu Kiyomichi, et hérite de la position de chef de famille en 1856 immédiatement après son adoption et prend le nom de Komatsu Kiyokado (Tatewaki).

## Carrière à Satsuma
Komatsu est nommé karō au service de Shimazu Tadayoshi, daimyo de Satsuma, en 1862. Il est le porte-parole officiel d'hommes de rang inférieur tels que Ōkubo Toshimichi. Il participe à la protection de Sakamoto Ryōma.

## Ère Meiji
Dans les premières années de l'ère Meiji, Komatsu sert en tant que fonctionnaire dans le gouvernement impérial.
Tandis qu'il est à Kagoshima, Komatsu tombe malade et meurt en 1870.

## Source de la traduction
- (en) Cet article est partiellement ou en totalité issu de l’article de Wikipédia en anglais intitulé « Komatsu Kiyokado » (voir la liste des auteurs).